# Goodenia linifolia
Goodenia linifolia är en tvåhjärtbladig växtart som beskrevs av Fitzgerald och Kurt Krause. Goodenia linifolia ingår i släktet Goodenia och familjen Goodeniaceae. Inga underarter finns listade i Catalogue of Life.